# Hanwula (socken i Kina, lat 40,29, long 105,85)
Hanwula (kinesiska: 罕乌拉, 罕乌拉苏木) är en socken i Kina. Den ligger i den autonoma regionen Inre Mongoliet, i den norra delen av landet, omkring 490 kilometer väster om regionhuvudstaden Hohhot.
Genomsnittlig årsnederbörd är 183 millimeter. Den regnigaste månaden är juni, med i genomsnitt 44 mm nederbörd, och den torraste är december, med 1 mm nederbörd.